# Émile Drain
Émile Pierre Charles Drain, né le 1er février 1890 dans le 11e arrondissement de Paris et mort le 22 novembre 1966 dans le 12e arrondissement, est un acteur de théâtre et de cinéma français.

## Biographie
Émile Drain est l'acteur qui a le plus souvent interprété le rôle de Napoléon Ier au cinéma, en tout dix fois, dont quatre  sous la direction de Sacha Guitry dans Les Perles de la couronne, Remontons les Champs-Élysées, Le Diable boiteux et Si Versailles m'était conté….
Ajourné pour faiblesse de constitution, il est incorporé en 1913 puis classé dans le service auxiliaire. Il sert dans l'infanterie de 1914 à 1917 et obtient le grade de caporal. Il passe ensuite dans une section du service d'état-major puis une section d'infirmiers militaires. Il est démobilisé en août 1919.
Engagé à la Comédie-Française en 1920, il joue au sein de sa troupe en tant que pensionnaire jusqu'en 1928.
Émile Drain est inhumé au cimetière du Père-Lachaise (53e division). Il avait épousé Fernande Claire Huchet (1889-1977).

## Filmographie
- 1909 : Après la chute de l'aigle de Victorin Jasset
- 1911 : La Lionne d'Androclès
- 1918 : Trois Familles d’Alexandre Devarennes
- 1919 : Papa bon cœur de Jacques Grétillat : Marcel Daubenton
- 1919 : La Double Existence du docteur Morart de Jacques Grétillat : Le docteur André
- 1921 : Un drame sous Napoléon de Gérard Bourgeois : Napoléon
- 1921 : L'Aiglonne d’Émile Keppens : Napoléon
- 1922 : Molière, sa vie, son œuvre de Jacques de Féraudy : Lui-même
- 1923 : Château historique de Henri Desfontaines
- 1924 : Après l'amour de Maurice Champreux
- 1927 : Le Brigadier Gérard (The Fighting Eagle) de Donald Crisp : Napoléon
- 1925 : Madame Sans-Gêne de Léonce Perret : Napoléon
- 1928 : Madame Récamier de Gaston Ravel : Napoléon
- 1931 : L'Étrangère de Gaston Ravel : M. Mauriceau
- 1931 : L'Aiglon de Victor Tourjanski : Napoléon
- 1932 : Violettes impériales de Henry Roussell : Napoléon III
- 1934 : Casanova de René Barberis : Monseigneur de Bernis
- 1936 : La vie est à nous de Jean Renoir, André Zwobada, Jean-Paul Le Chanois, Jacques Becker : le vieux Bertin
- 1937 : Les Perles de la couronne de Sacha Guitry : Napoléon
- 1938 : Remontons les Champs-Élysées de Sacha Guitry et Robert Bibal : Napoléon
- 1938 : La Rue sans joie d’André Hugon : Le président
- 1943 : Le Bal des passants de Guillaume Radot : le docteur Baudoin
- 1945 : Master Love de Robert Péguy
- 1946 : Panique de Julien Duvivier : M. Breteuil
- 1946 : La Kermesse rouge de Paul Mesnier : le révérend Dominicain
- 1946 : La Revanche de Roger la Honte d’André Cayatte
- 1946 : Les Portes de la nuit de Marcel Carné
- 1946 : Antoine et Antoinette de Jacques Becker : le père du marié
- 1947 : Les amoureux sont seuls au monde de Henri Decoin : un critique
- 1947 : Croisière pour l'inconnu de Pierre Montazel : un actionnaire
- 1947 : Le Diamant de cent sous de Jacques Daniel-Norman
- 1948 : Le Diable boiteux de Sacha Guitry : Napoléon
- 1949 : La Marie du port de Marcel Carné : le médecin
- 1949 : Superpacific - court métrage - de Pierre Maudru
- 1950 : Justice est faite d’André Cayatte : le professeur Dutoit
- 1953 : Si Versailles m'était conté… de Sacha Guitry : Napoléon
- 1955 : Si Paris nous était conté de Sacha Guitry : Victor Hugo
- 1956 : Le Pays d'où je viens de Marcel Carné

## Théâtre
- 1913 : La Rue du Sentier de Pierre Decourcelle et André Maurel, Théâtre de l'Odéon

### Comédie-Française
- 1920 : La Fille de Roland de Henri de Bornier : Richard
- 1920 : La Mort enchaînée de Maurice Magre : Asope
- 1920 : Le Mariage de Figaro de Beaumarchais : Bartholo
- 1920 : Les Effrontés d'Émile Augier, mise en scène Raphaël Duflos : un domestique
- 1920 : Barberine d'Alfred de Musset, mise en scène Émile Fabre : l'hôtelier
- 1921 : La Robe rouge d'Eugène Brieux : le commandant de gendarmerie
- 1921 : Circé d'Alfred Poizat : le deuxième matelot
- 1921 : Le Barbier de Séville de Beaumarchais : La Jeunesse
- 1921 : La Coupe enchantée de Jean de La Fontaine et Champmeslé : Tobie
- 1921 : Un ennemi du peuple de Henrik Ibsen : Billing
- 1921 : Les Fâcheux de Molière : un fâcheux
- 1921 : Cléopâtre d'André-Ferdinand Hérold d'après Plutarque et William Shakespeare : un messager
- 1921 : Les Plaideurs de Jean Racine : le souffleur
- 1922 : Bérénice de Jean Racine : Rutile (12 fois de 1922 à 1927)
- 1922 : Dom Juan ou le Festin de pierre de Molière : La Ramée
- 1922 : George Dandin de Molière : Dandin
- 1922 : Le Paon de Francis de Croisset : La Flèche
- 1922 : Marion Delorme de Victor Hugo : le crieur public et un valet
- 1922 : Les Phéniciennes de Georges Rivollet : un vieillard thébain
- 1922 : Vautrin d'Edmond Guiraud d'après Honoré de Balzac : Christophe
- 1922 : Le Chevalier de Colomb de François Porché
- 1922 : Ésope de Théodore de Banville : Orétés
- 1923 : Le Carnaval des enfants de Saint-Georges de Bouhélier : le docteur
- 1923 : Bérénice de Jean Racine : Arsace (6 fois de 1923 à 1927)
- 1923 : Rome vaincue d'Alexandre Parodi : un homme du peuple
- 1923 : Andromaque de Jean Racine : Phoenix
- 1923 : Les Deux Trouvailles de Gallus de Victor Hugo : Lord Effingham
- 1923 : Un homme en marche de Henry Marx
- 1923 : Oreste de René Berton d'après Iphigénie en Tauride d'Euripide : Anguelos
- 1923 : Le Mariage de Figaro de Beaumarchais : Doublemain
- 1923 : Jean de La Fontaine ou Le Distrait volontaire de Louis Geandreau et Léon Guillot de Saix
- 1923 : Poliche de Henry Bataille
- 1924 : Molière et son ombre de Jacques Richepin
- 1924 : La Bonne Mère du Chevalier de Florian
- 1925 : Le Misanthrope de Molière : le garde
- 1925 : L'École des quinquagénaires de Tristan Bernard : Pierre
- 1925 : Le Chandelier d'Alfred de Musset : Guillaume
- 1925 : Le Bourgeois gentilhomme de Molière : le garçon tailleur
- 1926 : Les Compères du roi Louis de Paul Fort : Pierre Doriole
- 1926 : À quoi rêvent les jeunes filles d'Alfred de Musset, mise en scène Charles Granval, musique Claude Debussy, décors Marie Laurencin : Spadille
- 1926 : Le Bon Roi Dagobert d'André Rivoire, mise en scène Charles Granval : Pépin
- 1927 : Hernani de Victor Hugo : Don Sanchez
- 1927 : Ruy Blas de Victor Hugo : Marquis del Basto
- 1927 : Le Barbier de Séville de Beaumarchais : Bartholo

### Après la Comédie-Française
- 1929 : Histoires de France de Sacha Guitry, mise en scène de l'auteur, Théâtre Pigalle
- 1931 : Frans Hals ou L'Admiration de Sacha Guitry, Théâtre de la Madeleine
- 1933 : La Polka des chaises de Ronald Mackenzie, mise en scène Georges Pitoëff, Théâtre du Vieux-Colombier
- 1934 : Le Chef de Drieu La Rochelle, mise en scène Georges Pitoëff, Théâtre des Mathurins
- 1934 : Le Canard sauvage d'Henrik Ibsen, mise en scène Georges Pitoëff, Théâtre du Vieux-Colombier, Théâtre des Mathurins
- 1934 : Sainte Jeanne de George Bernard Shaw, mise en scène Georges Pitoëff, Théâtre des Mathurins
- 1935 : Ce soir on improvise de Luigi Pirandello, mise en scène Georges Pitoëff, Théâtre des Mathurins
- 1935 : La Complainte de Pranzini et de Thérèse de Lisieux d'Henri Ghéon, mise en scène Georges Pitoëff, Théâtre des Mathurins
- 1937 : Les Précieuses ridicules de Molière, mise en scène René Rocher, Théâtre du Vieux-Colombier
- 1938 : Le Comédien de Sacha Guitry, mise en scène de l'auteur, Théâtre de la Madeleine
- 1939 : La Mouette d'Anton Tchekhov, mise en scène Georges PitoëffThéâtre des Mathurins
- 1940 : Le Bossu de Paul Féval et Auguste Anicet-Bourgeois, mise en scène Robert Ancelin, Théâtre de la Porte-Saint-Martin
- 1941 : Les Deux Orphelines d'Adolphe d'Ennery et Eugène Cormon, mise en scène Robert Ancelin, Théâtre de la Porte-Saint-Martin
- 1942 : La Tornade de Pierre Maudru, mise en scène Charles de Rochefort, Théâtre Charles de Rochefort
- 1946 : Le Cocu magnifique de Fernand Crommelynck, mise en scène Jean-Louis Barrault, Théâtre des Célestins
- 1947 : Le Procès d'après Franz Kafka, mise en scène Jean-Louis Barrault, Théâtre Marigny
- 1948 : Le Diable boiteux de et mise en scène Sacha Guitry, Théâtre Édouard VII
- 1952 : Sur la terre comme au ciel de Fritz Hochwälder, mise en scène Jean Mercure, Théâtre de l'Athénée
- 1953 : Sur la terre comme au ciel de Fritz Hochwälder, mise en scène Jean Mercure,  Théâtre des Célestins